# Chapecó Airport
Chapecó Airport (franska: Aéroport de Chapecó, portugisiska: Aeroporto de Chapecó) är en flygplats i Brasilien.   Den ligger i kommunen Chapecó och delstaten Santa Catarina, i den södra delen av landet, 1 400 km söder om huvudstaden Brasília. Chapecó Airport ligger 651 meter över havet.
Terrängen runt Chapecó Airport är platt åt nordost, men åt sydväst är den kuperad. Terrängen runt Chapecó Airport sluttar västerut. Runt Chapecó Airport är det tätbefolkat, med 266 invånare per kvadratkilometer.. Närmaste större samhälle är Chapecó, 5,6 km nordost om Chapecó Airport. 
I omgivningarna runt Chapecó Airport växer huvudsakligen savannskog.